# Гвоздєв Іван Володимирович
Іван Володимирович Гвоздєв (нар. 1908 — пом. 1938) — радянський військовий політпрацівник, учасник битви на озері Хасан, політрук. Герой Радянського Союзу (1938).

## Життєпис
Народився 11 січня 1908 року в селі Колошиному, нині Оленінського району Тверської області Росії, в селянській родині. Росіянин.
Здобув початкову освіту, працював робітником на станції Чертоліно Ржевського району Тверської області. Згодом очолював райспоживспілку в місті Сичовка Смоленської області. Член ВКП(б) з 1930 року.
До лав РСЧА призваний 1930 року. Після закінчення полкової школи проходив службу як хімінструктор. У 1933 році закінчив Полтавську військово-політичну школу, після чого став політпрацівником.
Брав участь у битві на озері Хасан. Особливо помічник начальника політвідділу 40-ї стрілецької дивізії з комсомолу (39-й стрілецький корпус, 1-ша Приморська армія, Далекосхідний фронт) політрук І. В. Гвоздєв відзначився у боях 3-7 серпня 1938 року, коли спільно з командиром вміло керував діями стрілецької роти під час наступу на сопку Кулеметна Гірка, особисто знищив вогневу точку супротивника. Під час бою за сопку Заозерну одним з перших увірвався до ворожих траншей.
Загинув у бою 7 серпня 1938 року. Похований у братській могилі на полі бою.

## Нагороди
Указом Президії Верховної Ради СРСР від 25 жовтня 1938 року «за зразкове виконання бойових завдань і геройство, виявлене при обороні району озера Хасан», політрукові Гвоздєву Івану Володимировичу присвоєне звання Героя Радянського Союзу (посмертно).
Був нагороджений орденом Леніна (25.10.1938).

## Пам'ять
Ім'ям Івана Гвоздєва назване село і залізнична станція Гвоздєво Хасанського району Приморського краю. Тут йому встановлено пам'ятник.